# Теорема про рівні вписані кола

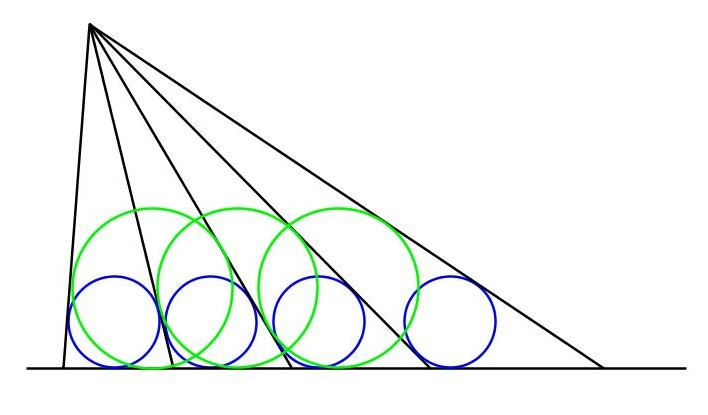
Якщо сині кола рівні, то зелені кола також рівні.

Теорема про рівні вписані кола бере початок у японських сангаку і стосується такої побудови: серія променів проводиться з якоїсь точки до перетину з заданою прямою так, що кола, вписані в трикутники, утворені суміжними променями і прямою, однакові. На ілюстрації однакові сині кола визначають кути між променями, як описано вище.

## Формулювання теореми
Теорема стверджує, що за описаної вище побудови кола, вписані в трикутники, утворені променями через один (тобто отримані об'єднанням двох сусідніх трикутників), через два і т. д., також рівні. Випадок сусідніх трикутників показано на малюнку зеленими колами: всі вони однакові.
З факту, що твердження теореми не залежить від кута між початковим променем і заданою прямою, можна зробити висновок, що теорема скоріше належить до математичного аналізу, а не геометрії, і повинна мати стосунок до неперервної маштабної функції, яка визначає відстань між променями. Фактично цією функцією є гіперболічний синус.

## Лема
Теорема є прямим наслідком такої леми.
Припустимо, що n-й промінь утворює з нормаллю до базової прямої кут {\displaystyle \gamma _{n}}. Якщо {\displaystyle \gamma _{n}} параметризовано відповідно до рівності {\displaystyle \mathrm {tg} \,\gamma _{n}=\mathrm {sh} \,\theta _{n}}, то значення {\displaystyle \theta _{n}=a+nb}, де {\displaystyle a} і {\displaystyle b} — дійсні сталі, визначають послідовність променів, які задовольняють умовам вписаних кіл (див. вище), і щобільше, будь-яку послідовність променів, що задовольняють цим умовам, можна отримати належним вибором параметрів {\displaystyle a} і {\displaystyle b}.

## Доведення леми
На малюнку суміжні промені PS і PT утворюютьють з прямою PR, перпендикулярною до базової прямої RT, кути {\displaystyle \gamma _{n}} і {\displaystyle \gamma _{n+1}}.
Проведемо через центр O вписаного в трикутник {\displaystyle \triangle } PST кола пряму QY, паралельну до базової прямої. Це коло дотикається до променів у точках W і Z. відрізок PQ має довжину {\displaystyle h-r}, а відрізок QR має довжину {\displaystyle r}, що дорівнює радіусу вписаного кола.
Тоді {\displaystyle \triangle } OWX подібний {\displaystyle \triangle } PQX, {\displaystyle \triangle } OZY подібний {\displaystyle \triangle } PQY, а з XY = XO + OY ми отримуємо
{\displaystyle (h-r)(\mathrm {tg} \,\gamma _{n+1}-\mathrm {tg} \,\gamma _{n})=r(\sec \gamma _{n}+\sec \gamma _{n+1}).}
Це відношення на множині кутів {\displaystyle \{\gamma _{m}\}} виражає умову рівності вписаних кіл.
Для доведення леми покладемо {\displaystyle \mathrm {tg} \,\gamma _{n}=\mathrm {sh} \,(a+nb)}. Цей вираз можна перетворити на {\displaystyle \sec \gamma _{n}=\mathrm {ch} \,(a+nb)}.
Використовуючи рівність {\displaystyle a+(n+1)b=(a+nb)+b}, застосовуємо додаткові правила для {\displaystyle \mathrm {sh} \,} і {\displaystyle \mathrm {ch} \,} і перевіряємо, що відношення рівності кіл задовольняється виразом
{\displaystyle {\frac {r}{h-r}}=\mathrm {th} \,{\tfrac {b}{2}}.}
Ми отримали вираз для параметра {\displaystyle b} в термінах геометричних величин {\displaystyle h} і {\displaystyle r}. Далі, визначаючи {\displaystyle b}, отримуємо вираз для радіусів {\displaystyle r_{N}} вписаних кіл, утворених вибором кожного N-го променя стороною трикутника:
{\displaystyle {\frac {r_{N}}{h-r_{N}}}=\mathrm {th} \,{\tfrac {Nb}{2}}.}